# Geografia Republicii Srpska

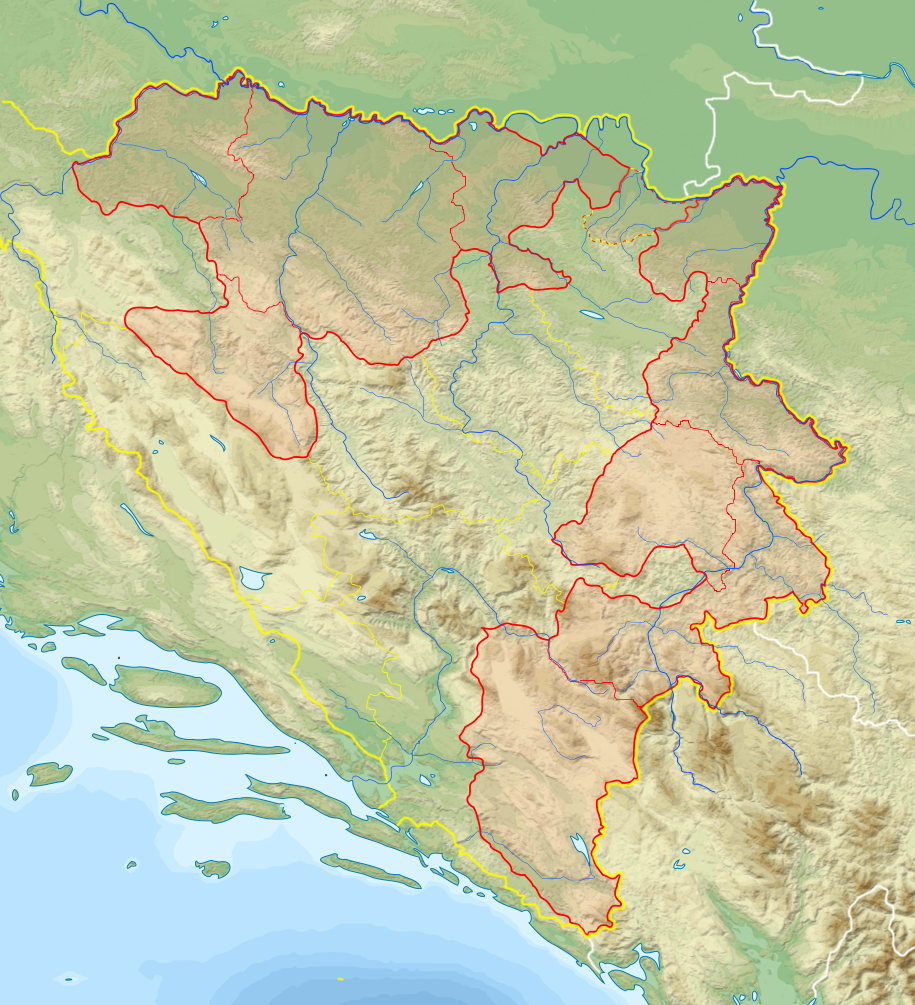
Hartă topografică: locația Republicii Sârpska (roșu și roz) în cadrul statului Bosnia și Herțegovina (galben)

Republika Srpska  este situată geografic în partea centrală a Peninsulei Balcanice. Suprafața Republicii Srpska este de 24.641 kmp. Se află între 42° 33' și 45° 16' la nord și 16° 11' și 19° 37'  la est. Republika Srpska se află la intersecția a două regiuni natural-geografice și socio-economice – Panonia și Mediterana și nu are acces la mare. 

## Granițe
Granițele Republicii Srpska sunt recunoscute la nivel internațional și delimitează Republica Srpska atât cu țările vecine (Serbia, Croația și Muntenegru), cât și cu o altă entitate din Bosnia și Herțegovina – Federația Bosniei și Herțegovinei. Lungimea granițelor Republicii Srpska este de 2.170 de kilometri, dintre care 1.080 se referă la granița cu Federația Bosniei și Herțegovinei.  Frontierele au fost stabilite fără a ține cont de factorii etnici, istorici și natural-geografici și au fost determinate pe baza situației politico-militare din momentul semnării Acordurilor de la Dayton. 
Conform calculelor, dacă teritoriul Republicii Srpska ar fi un cerc consolidat, lungimea granițelor acestei entități ar fi de 561 km.

## Relief

### Munți

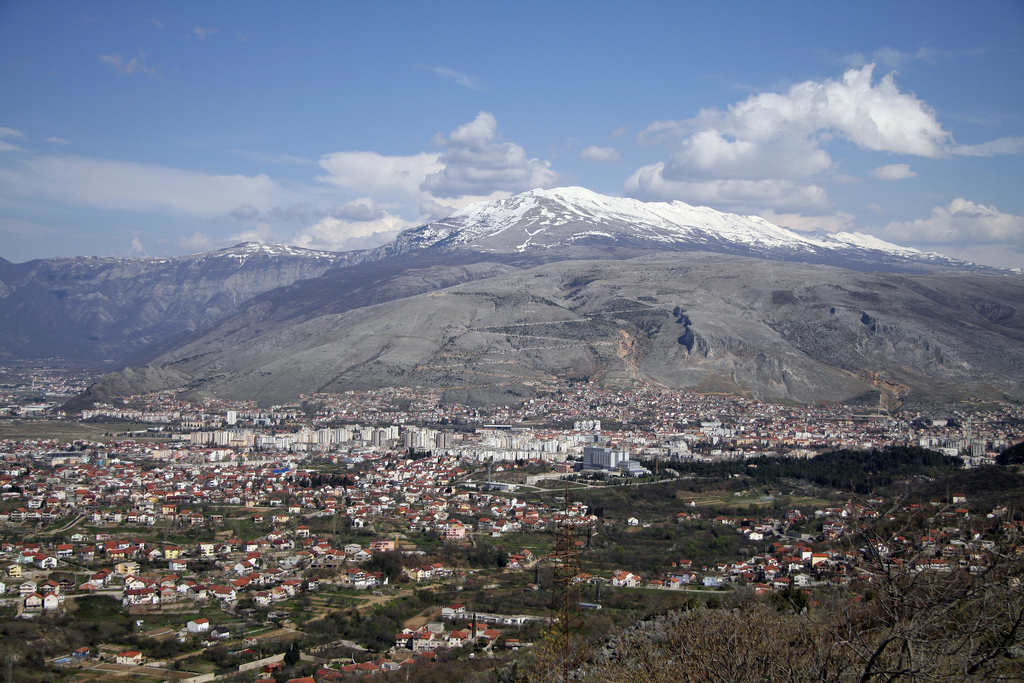
Muntele Velež

Geomorfologia teritoriului Republicii Srpska este prezentată sub diferite forme. Partea sa nordică, în zona deluroasă a Panoniei, formată din zăcăminte cenozoice, coboară treptat către câmpiile aluviale și terasele râurilor, care reprezintă partea cea mai fertilă a Republicii Sârpska. În estul și sud-estul regiunii, terenurile deluroase se dezvoltă treptat în munții înalți din Herțegovina. 
Cel mai faimos munte din Republica Sârpska este Jahorina, unde a avut loc a paisprezecea ediție a Jocurilor Olimpice de Iarnă (din 1984). Nu mai puțin faimos este Muntele Maglic, care este cel mai înalt munte din Republica Sârpska și din Bosnia și Herțegovina – 2.386 metri deasupra nivelului mării. În Republica Sârpska, bogăția forestieră a munților atrage din ce în ce mai mult atenția alpiniștilor, pescarilor și a turiștilor. 

### Peșteri
Peștera Orlovača este cea mai lungă din Republica Srpska și a doua ca lungime din Bosnia și Herțegovina. Lungimea peșterii este de 2.500 de metri. Peștera se află în Dealul Orlovača, la 10 kilometri vest de Pale și la 15 kilometri est de Sarajevo. Este cunoscută de localnici ca Peștera Sava. O expdiție din 1975 a găsit aici oase de urs de peșteră vechi de 16.000 de ani. Este singura peșteră de aici care este deschisă turiștilor. Această peșteră se află sub protecția Institutului pentru Protecția Patrimoniului Cultural, Istoric și Natural al Republicii Sârpska.
Habitatul celei mai mari colonii de lilieci din Republika Srpska este situat în peștera Mišarica (Мишарица), lângă Banja Luka. Singura peșteră de pe teritoriul Republicii Srpska care este folosită ca sigiliu sacral sau pentru serviciile Bisericii Ortodoxe Sârbe este Peștera Pavlova (Павлова, "Peștera lui Paul/Pavel"), în apropiere de Mănăstirea "Petru și Pavel" (Петропавлов манастир) din Trebinje.

## Hidrografie
Republika Srpska are rezerve importante de resurse de apă, inclusiv ape subterane. Aici există numeroase izvoare și puțuri cu apă minerală. 

### Râuri

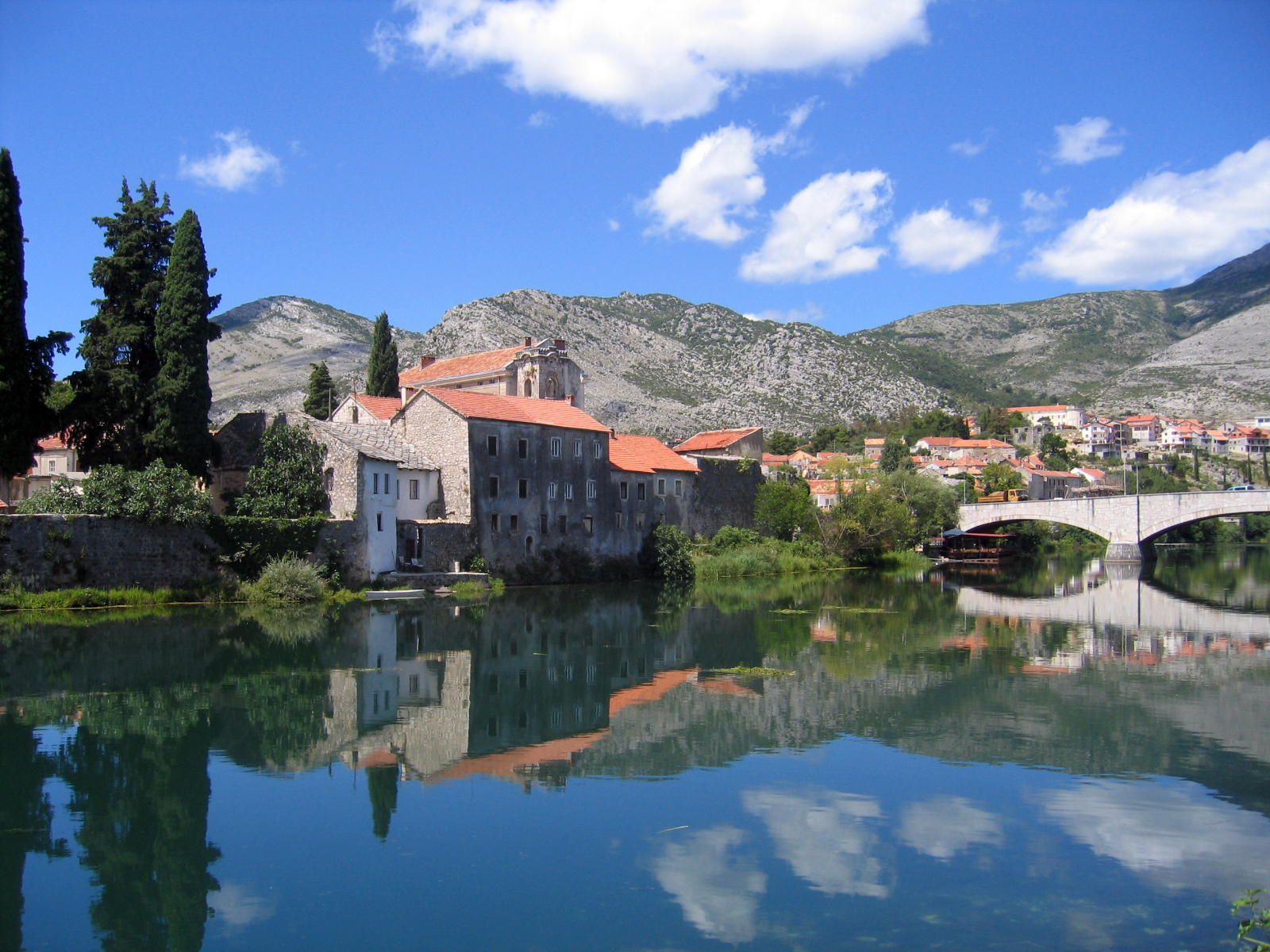
Râul Trebisnica

Multe râuri din republică au cascade mari și au potențial hidroenergetic semnificativ. În plus, au potențial de agrement, în special râurile de munte cu apă curată. 
Cele mai mari râuri ale Republicii Sârpska sunt: râul Drina (305 km), Sava (202 km) și Vrbas (117 km).  Acestea aparțin bazinului Mării Negre, deoarece se varsă în Dunăre. Râurile de la sud de muntele Chemerno din estul Herțegovinei (Trebišnjica, Neretva) aparțin bazinului Adriatic. Un alt râu important din Republica Sârpska este Bosna.  

### Lacuri

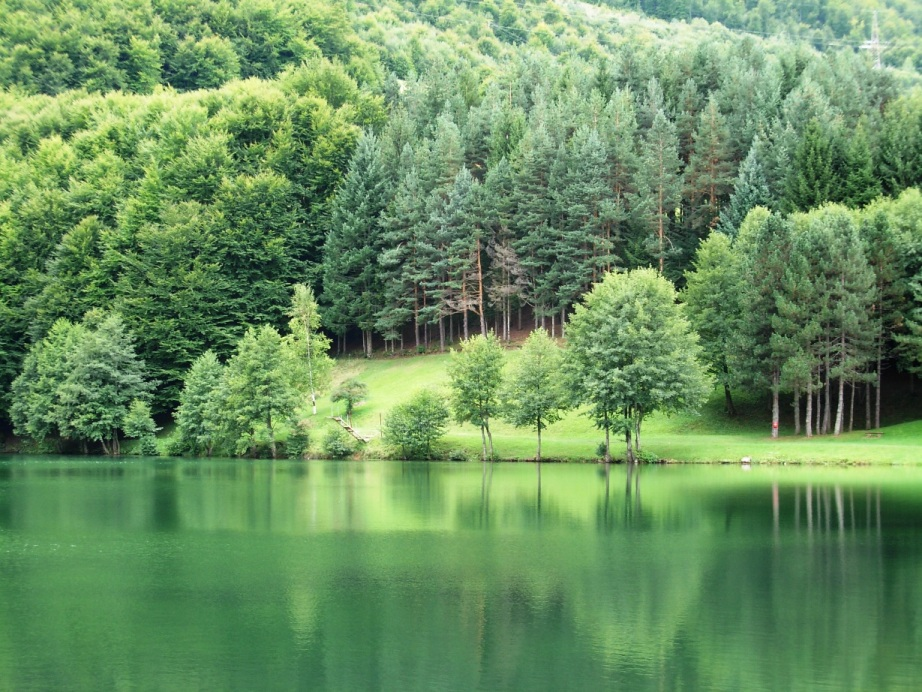
Lacul Balkana

Cel mai mare lac al Republicii Srpska  este Lacul Bilećko (cu o suprafață de 27,064 km²), care este cel mai mare lac artificial din Balcani. Alte lacuri artificiale sunt: Perućačko (12.401 km²), Zvornik (Зворничко језеро, 8.876 km²), Višegradsko (8.900 km²) și Bočac (2.300 km²). Cel mai mare lac de origine naturală este Lacul Štirinsko (suprafață 0,129 km²), situat pe Muntele Zelengora. Alte lacuri naturale sunt: Kotlaničko (0,044 km²), Uloško (0,043 km²), Donje Bare (0,021 km²) și Orlovačko (0,021 km²).
Lacurile Republika Srpska sunt sub protecția statului. Statutul lacurilor este determinat de Legea resurselor de apă. În cadrul Ministerului Agriculturii, Pădurilor și Resurselor de Apă, Direcția Resurse de Apă a Republikii Srpska este implicată în protecția lacurilor. 

## Climă
Zonele climatice se extind de la Mediterană din sudul Herțegovinei până la cele continentale, care predomină în partea de nord a Republicii. Clima de pe teritoriul Republicii  se datorează unui număr de factori naturali și modele de circulație generală a maselor de aer din această regiune. Pe teritoriul Republicii Srpska există trei tipuri climatice. 
Primul tip climatic este cel Panonic de nord. Acesta este un climat continental temperat. Se caracterizează prin ierni moderate reci și veri calde. Temperatura medie anuală a aerului este de la 12 la 19 °C.
Al doilea tip climatic este clima montană care acoperă cea mai mare parte a Republikii Sârpska. Lanțurile muntoase au veri scurte și ierni reci, cu acoperiri de zăpadă de lungă durată. Temperatura medie anuală a aerului este de la 5 până la 7 °C. Zonele deluroase și văile au un climat mai blând. Zonele cu caracteristici climatice de munte au o temperatură medie anuală de 10 °C. Iarna este moderat rece, cu zăpadă și ceață, iar vara este moderat caldă 
Ultimul tip climatic este adriatic mediteranean. Predomină în partea de sud a Republicii – în estul Herțegovinei. Temperatura medie anuală este cuprinsă între 14 și 14,7 °C. În această regiune „cel mai cald” oraș este Trebinje (Требиње).

## Solul, flora și fauna
În valea râului Sava și a afluenților săi, solurile fertile aluviale sunt răspândite, în munți – soluri forestiere brune. 
Diverse animale se găsesc în munții de pe teritoriul Republicii Srpska; ca de exemplu: căprioare, urși bruni, lupi, mistreți, lincși, pisici de pădure, vidre, iepuri etc. În zonele carstice șopârlele, șerpii, țestoasele sunt frecvente. Există numeroase păsări. Printre păsările mari se găsesc acvile, șoimi, cocoși de munte. 

## Parcuri naționale

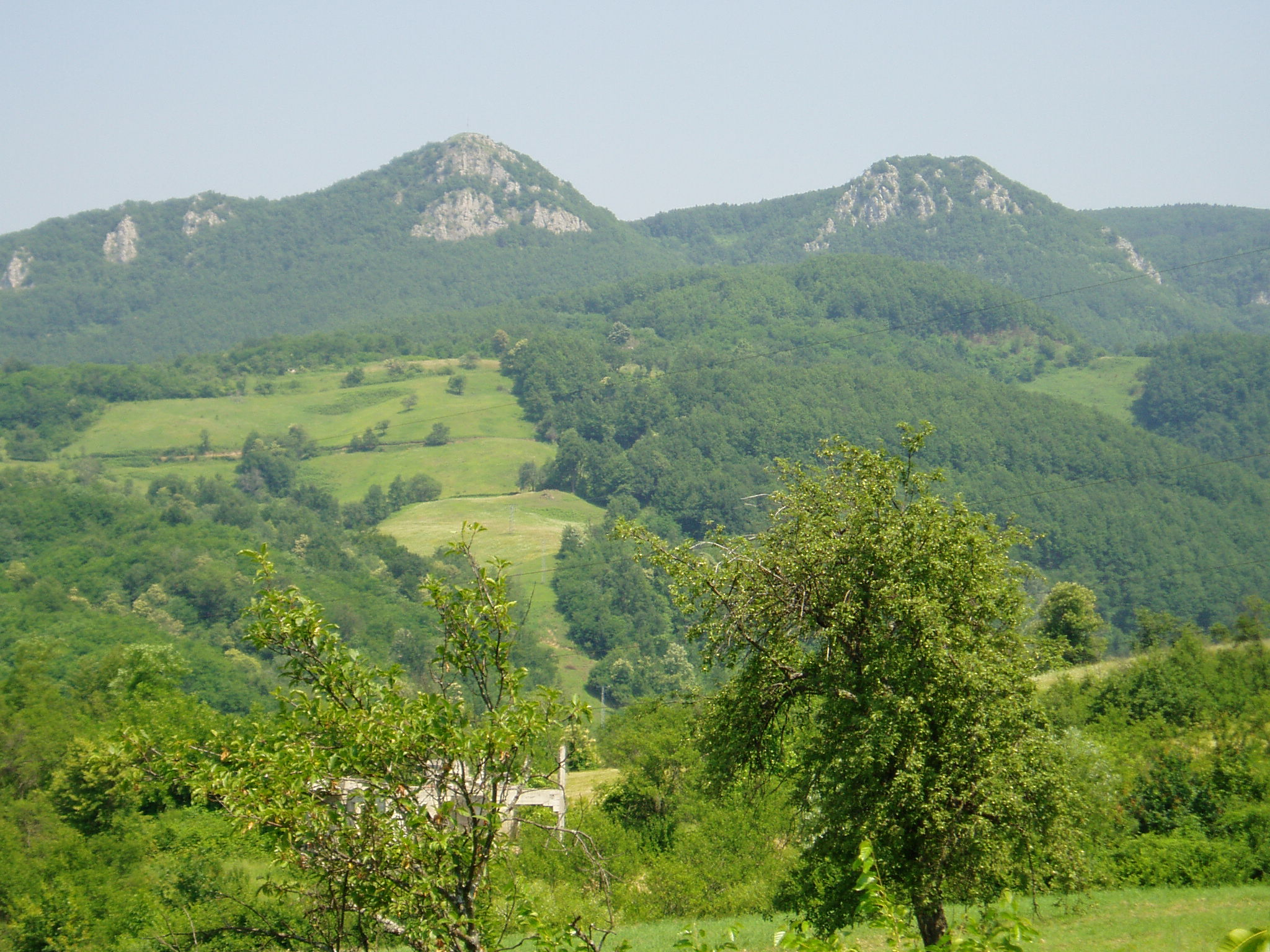
Parcul Kozar

### Parcul Național Kozar
Parcul de 3.520 de hectare a fost creat în 1977 de Josip Broz Tito pentru a proteja patrimoniul cultural, istoric și natural din vecinătatea Muntelui Kozar. Parcul Național Kozar ("Nacionalni park Kozara", Национални парк Козара) este membru al Federației Europene a Parcurilor Naționale - EUROPARC.

### Parcul Național Sutjeska
Parcul Sutjeska este cel mai vechi parc național din Republika Srpska. A fost creat în 1962 și acoperă o suprafață de 17.250 ha. Cel mai apropiat oraș este Foča. Pe teritoriul acestui parc național se află una dintre cele patru păduri relicte ale Europei – Perućica. De asemenea, aici se află cel mai înalt munte din Republica Srpska - Maglić (2.386 metri deasupra nivelului mării). Parcul Național Sutjeska este membru EUROPARC.